# Lipoma

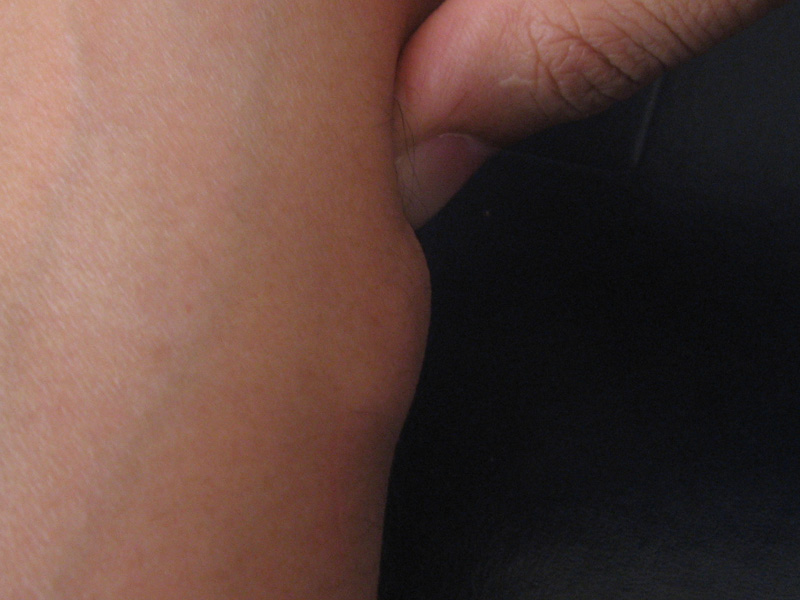
Lipoma no superficial a l'avantbraç

Un lipoma és un tumor benigne format per teixit adipós.
Generalment són suaus al tacte, mòbils i indolors. Solen aparèixer just sota la pell, però de vegades poden ser més profunds. La majoria tenen una mida inferior a 5 cm. Les ubicacions habituals inclouen la part superior de l'esquena, les espatlles i l'abdomen. És possible tenir una sèrie de lipomes.
La causa generalment no està clara. Els factors de risc inclouen antecedents familiars, obesitat i manca d'exercici. El diagnòstic es basa normalment en un examen físic. De vegades s'utilitzen imatges mèdiques o biòpsia de teixit per confirmar-ne el diagnòstic.
El tractament sol ser mitjançant observació o extirpació quirúrgica. En poques ocasions, la malaltia pot repetir-se després de l'extirpació, però generalment es pot gestionar amb una cirurgia repetida. En general, no estan associats amb un risc futur de càncer.
Els lipomes tenen una prevalença d'aproximadament 2 de cada 100 persones. Els lipomes solen aparèixer en adults d'entre 40 i 60 anys. Els homes es veuen afectats més sovint que les dones. Són el tumor de teixit tou no cancerós més comú. El primer ús del terme «lipoma» per descriure aquests tumors va ser el 1709.

## Causes
La tendència a desenvolupar un lipoma no és necessàriament hereditària, encara que les condicions hereditàries com la lipomatosi múltiple familiar poden incloure el desenvolupament de lipoma. Els estudis genètics en ratolins han demostrat una correlació entre el gen HMG I-C (anteriorment identificat com un gen relacionat amb l'obesitat) i el desenvolupament del lipoma. Aquests estudis donen suport a dades epidemiològiques prèvies en humans que mostren una correlació entre l'HMG I-C i els tumors mesenquimàtics.
S'han informat casos en què es suposa que les lesions lleus van desencadenar el creixement d'un lipoma, anomenat "lipoma posttraumàtic". Tanmateix, el vincle entre el trauma i el desenvolupament de lipomes és controvertit.

## Lipomes de rellevància veterinària
Els lipomes es presenten en molts animals, però són més comuns en gossos grans, especialment en Labrador Retriever, Doberman Pinscher i Schnauzers miniatura. Les gosses amb sobrepès són especialment propenses a desenvolupar aquests tumors, i la majoria de gossos grans o amb sobrepès tenen almenys un lipoma. In dogs, lipomas usually occur in the trunk or upper limbs. En els gossos, els lipomes solen aparèixer al tronc o a les extremitats superiors. També es troben amb menys freqüència en bestiar boví i cavalls, i rarament en gats i porcs. Tanmateix, un lipoma pedunculat pot causar atrapament i torsió de l'intestí en cavalls, provocant necrosi, còlics i possiblement la mort. L'intestí es retorça al voltant de la tija del lipoma i perd el subministrament de sang.